# دولا (اوهایو)
دولا (به انگلیسی: Dola) یک منطقهٔ مسکونی در ایالات متحده آمریکا است که در اوهایو واقع شده‌است. دولا ۲٫۱۵ کیلومتر مربع مساحت و ۱۴۰ نفر جمعیت دارد و ۲۸۸٫۹۵ متر بالاتر از سطح دریا واقع شده‌است.